# Hoplolythrodes arivaca
Hoplolythra arivaca là một loài bướm đêm trong họ Noctuidae.